# Giannelli Imbula
Giannelli Imbula Wanga (Vilvoorde, Belgium, 1992. szeptember 12. –) francia labdarúgó, jelenleg az İstanbulspor-ban játszik, középpályásként.

## Pályafutása

### Guingamp
Imbula Belgiumban született, de családjával gyerekkorában Párizsba, Franciaországba költözött. Ifiként az US Argenteuil, a Racing Club és a Paris Saint-Germain akadémiáján is megfordult, mielőtt 2007-ben, 15 éves korában a Guingamphoz került. Az első csapatban 2009. október 16-án, egy Dijon elleni bajnokin mutatkozott be. Ezzel ő lett a Ligue 2 addigi legfiatalabb játékosa, 17 évesen, egy hónaposan és négy naposan. A 2010/11-es szezonban 33 mérkőzésen lépett pályára, tevékenyen hozzájárulva csapata visszajutásához a Ligue 2-be. A 2012/13-as idényben 36 bajnokin lépett pályára, csapata második helyezettként feljutott a Ligue 1-be, őt pedig megválasztották az év játékosának a másodosztályban.

### Marseille
2013 júliusában 7 millió euróért az Olympique Marseille-hez igazolt. A 2013/14-es évadban 37-szer játszott, de sem ő, sem csapata nem nyújtott jó teljesítményt, mindössze a hatodik helyen végezve, lemaradva a nemzetközi kupasorozatokról. A következő idényben azonban Marcelo Bielsa irányítása alatt Imbula jól megértette magát André Ayew-val, André-Pierre Gignackal és Dimitri Payettel a középpályán, a Marseille pedig negyedikként zárt.

### FC Porto
Imbula 2015. július 1-jén öt évre szóló szerződést kötött az FC Portóval. A klub 20 millió eurót fizetett érte. Ő azonban nem érezte jól magát a portugál csapatnál és több olyan hír is felmerült, hogy a kék-fehérek hajlandóak lesznek megválni tőle a 2016-os téli átigazolási időszakban.

### Stoke City
2016. február 1-jén az angol Stoke City klubrekordnak számító 18,3 millió fontért leigazolta. Öt nappal később, egy Everton ellen 3-0-ra elvesztett meccsen mutatkozott be. Első gólját február 13-án, a Bournemouth ellen szerezte új csapatában. Jól kezdte angliai pályafutását, csapattársa, Geoff Cameron egy interjúban meg is dicsérte teljesítménye miatt. A 2015/16-os szezon utolsó napján, a West Ham United ellen gólt szerzett, hozzájárulva csapata kilencedik helyéhez.

### Toulouse FC
2017. augusztus 31-én kölcsönbe ment a Toulouse csapatához.

### A válogatottban
Imbula kongói szülők gyermekeként született Belgiumban, majd Franciaországban nevelkedett, így mindhárom ország válogatottjában lehetősége volt szerepelni. 2013-ban bemutatkozott a francia U20-as válogatottban, majd ugyanabban az évben az U21-es csapatban is lehetőséget kapott, a touloni tornán. 2015 októberében úgy döntött, hogy a belga válogatottban szeretne szerepelni a továbbiakban, ezért kérelmet nyújtott be a FIFÁ-hoz.